# Lorenzo Schmid
Lorenzo « Lolo » Schmid, né le 18 janvier 1955 à Arosa en Suisse, est un joueur professionnel suisse de hockey sur glace qui évoluait en position d'ailier. Son frère Hans Schmid est également joueur de hockey sur glace.

## Carrière
Lolo Schmid fait toutes ses classes juniors au sein du HC Arosa. Au début de la saison 1971-1972, il est appelé en première équipe et se développe rapidement aux côtés de ses partenaires en attaque, Guido Lindemann, Markus Lindemann ou encore Jöri Mattli, pour devenir l’un des piliers du club.
En 1976, au terme de sa maturité, il rejoint le Zürcher SC et commence à Zurich des études de droit qu’il achève en 1983
Avec le ZSC, Lolo Schmid vit des saisons sportives mitigées. Entre 1981 et 1984, le ZSC accède deux fois à la LNA et est relégué deux fois en LNB. Au début de la saison 1984-1985, alors capitaine du ZSC, il est échangé contre le défenseur Reto Sturzenegger et retourne ainsi à Arosa  avec lequel il termine troisième du championnat.
Après la relégation volontaire, pour raisons financières, du HC Arosa en première ligue (troisième division), Lolo Schmid rejoint le HC Coire où il joue une dernière saison avant de prendre sa retraite sportive.
Avec l'équipe nationale dont il est le capitaine entre 1984 et 1986, il joue de nombreuses parties. À ce jour, il est le dernier hockeyeur suisse à avoir joué en équipe nationale en tant que joueur d'un club de deuxième division (LNB). Malgré sa longue carrière dans des clubs renommés, Lolo Schmid n'a jamais été champion de Suisse de première division.
Depuis la fin de sa carrière de joueur, il est conseiller juridique du HC Arosa et avocat à Arosa et Coire. Depuis 1993, il est également président du conseil d'administration des Arosa Bergbahnen. Depuis 2010, il est le maire d'Arosa. En 1999, il se présente, sans succès, comme candidat du parti démocrate-chrétien au Conseil national,.

## Statistiques
| Saison    | Équipe     | Ligue |    | Saison régulière | Saison régulière | Saison régulière | Saison régulière | Saison régulière |   | Séries éliminatoires | Séries éliminatoires | Séries éliminatoires | Séries éliminatoires | Séries éliminatoires |
| Saison    | Équipe     | Ligue | PJ | B                | A                | Pts              | Pun              | PJ               | B | A                    | Pts                  | Pun                  |                      |                      |
| 1980-1981 | Zürcher SC | LNB   | ?  | ?                | ?                | ?                |                  |                  |   |                      |                      |                      |                      |                      |
| 1981-1982 | Zürcher SC | LNA   | 34 | 23               | 23               | 46               |                  |                  |   |                      |                      |                      |                      |                      |
| 1982-1983 | Zürcher SC | LNB   | ?  | ?                | ?                | ?                |                  |                  |   |                      |                      |                      |                      |                      |
| 1983-1984 | Zürcher SC | LNA   | 40 | 23               | 14               | 37               |                  |                  |   |                      |                      |                      |                      |                      |
| 1984-1985 | HC Arosa   | LNA   | 38 | 13               | 19               | 32               |                  |                  |   |                      |                      |                      |                      |                      |
| 1985-1986 | HC Arosa   | LNA   | 36 | 16               | 29               | 45               | 21               |                  |   |                      |                      |                      |                      |                      |
| 1986-1987 | HC Coire   | LNA   | 36 | 11               | 14               | 25               | 30               |                  |   |                      |                      |                      |                      |                      |